# Дім динаміту
«Дім динаміту» (англ. A House of Dynamite) — американський кінофільм 2025 року, зрежисований Кетрін Біґелоу в жанрі політичного трилеру. Перший фільм режисерки за 8 років.
Ролі виконав суттєвий ансамбль (близько 70 акторів), на чолі якого — Ідріс Ельба та Ребекка Фергюсон. Прем'єра фільму відбудеться 2 вересня 2025 року, в основній конкурсній програмі 82-го Венеційського кінофестивалю. 24 жовтня того ж року «Дім динаміту» презентують в потоковому сервісі Netflix.

## Сюжет
Після атаки США нерозпізнаною ракетою співробітники Білого дому намагаються з'ясувати організатора нападу та домовитись про відповідь з боку США…

## У ролях
- Ідріс Ельба
- Ребекка Фергюсон
- Габріель Бассо
- Джаред Гарріс
- Трейсі Леттс
- Ентоні Рамос
- Мозес Інграм
- Джона Хауер-Кінг
- Грета Лі
- Джейсон Кларк
- Браян Ті
- Бріттані О'Грейді
- Гбенга Аккінагбе
- Вілла Фіцджеральд
- Кейтлін Дівер
- Рене Еліз Голдсберрі
- Кайл Аллен
- Ніл Бледсо
- Ядіра Гевара-Пріп
- Ченс Келлі

## Створення
Про початок роботи над першим фільмом Кетрін Біґелоу для Netflix було оголошено у травні 2024 року. Фільмування пройшли з жовтня по грудень того ж року у штаті Нью-Джерсі, зокрема у місті Трентон. Деталі фільму довгий час тримались у секреті — тільки у червні 2025 року прес-служба Netflix повідомила назву стрічки та дату її прем'єри.
Сама Біґелоу так висловлювалась про «Дім динаміту»: «Я хотіла створити фільм, який дослідить божевілля світу, що живе під постійною тінню винищення, проте рідко про це говорить».

## Сприйняття
Альберто Барбера, керівник Венеційського кінофестивалю, в основній конкурсній програмі якого у вересні 2025 року презентують фільм, назвав «Дім динаміту» «вкрай сучасним і актуальним фільмом на тему загрози ядерної війни».